# プライムニュース イブニング
『プライムニュース イブニング』（ラテン文字表記：PRIME news evening）は、フジテレビおよびFNN系列各局で毎週月曜日から金曜日の16:50 - 19:00（JST）及び土曜日・日曜日の17:30 - 18:00（JST）に生放送されていた夕方のニュース・情報番組である。略称および番組タイトルコールは『PRIME』で、新聞ラテ欄では『プライム[N]』と表記されていた。ハイビジョン制作。

## 概要

### 月 - 金曜版
2015年3月30日から3年間放送された『みんなのニュース』に代わる報道番組として、2018年4月2日放送開始。
番組コンセプトは「明日が見える、未来がここにある」。番組テーマカラーやテロップ・速報時は   レッド、訃報時は   グレー。
ニュース番組を『プライムニュース』としてブランドを統一しリニューアル。フェイクニュースが問題になるなど情報が氾濫する現代社会において、「プライムなニュース」を届けるというコンセプトを掲げている。また、報道局が見えないスタジオセットは『FNNスーパーニュース』以来3年ぶりとなる。
当番組のFNN枠は『プライムニュース』ブランドの番組の中では唯一、クロスネット局を含めたFNN加盟全28局でネットされていた（ただし、地域によりタイトルは異なる）。
『みんなのニュース』同様、直後の19時番組の接続はステブレレスとなっていた（一部地域を除く）。

#### 出演者選考
月 - 金曜版のキャスターには、2009年4月1日から2018年3月30日まで9年間『BSフジLIVE プライムニュース』のキャスターを務め続けたフジテレビ報道局解説委員長の反町理を起用することになった。

当初元NHKアナウンサーの登坂淳一も起用することになっていたが、本番組開始前にスキャンダル報道を受け出演を辞退した。また、『BSフジLIVE プライムニュース』で反町理と約3年にわたりコンビを組んでいた秋元優里（当時フジテレビアナウンサー）も起用する予定であったが、キャスター発表前の2018年1月9日に不倫疑惑が発覚したため、出演取り止めとなった。それに伴い、倉田大誠（フジテレビアナウンサー）と、前番組『みんなのニュース』を担当していた島田彩夏（フジテレビアナウンサー）が起用された。なお、反町自身も過去に女性社員に対してハラスメントを行っていたという疑惑が週刊誌から報じられ、報道局内でも起用に反対する意見が上がっていたが、フジテレビ社長の宮内正喜の意向で反町が謝罪した上で起用を継続した。

#### 視聴率
初回（2018年4月2日）の本編の視聴率は、第1部（16:50 - 17:53）で3.4%、第2部（17:53 - 19:00）で5.2%だった（ビデオリサーチ調べ、関東地区・世帯・リアルタイム）。

#### 僅か1年で終了
『プライムニュース』ブランドのフラッグシップ番組として鳴り物入りでスタートした当番組であったが、『news every.』（日本テレビ）や『スーパーJチャンネル』（テレビ朝日）や『Nスタ』（TBSテレビ）に押されたため、2019年3月29日の放送を最後に終了となった。フジテレビの夕方枠報道番組の1年での終了は『FNNニュース555 ザ・ヒューマン』以来21年ぶりとなった。同年4月1日からは、後番組として『Live News it!』を開始。メインキャスターには加藤綾子（フリーアナウンサー・元フジテレビアナウンサー）が起用された。当番組の出演者からは木村が男性メインキャスターとして起用されたほか、海老原・小澤・酒井も同番組へ続投となった。その一方で、島田は同年4月から月-金曜昼の新報道番組『FNN Live News days』へ異動し、倉田・反町は当番組開始前にレギュラー出演していた番組に復帰となった。

### 土・日曜版
キャスターは前番組『FNN みんなのニュース Weekend』末期から続投となる生野陽子と野島卓。スポーツは前番組の永島昭浩に替わり、内田嶺衣奈が担当。土・日曜の夕方ニュースのスポーツコーナーを自局の女性アナウンサーが担当するのは前々番組『FNNスーパーニュースWEEKEND』の宮瀬茉祐子（現・フリーアナウンサー）以来9年半（10年）ぶりとなる。なお、内田は月-金曜版の前番組『みんなのニュース』からの起用となる。
放送体制としては、前番組『 - みんなのニュース Weekend』終了時のものをそのまま引き継いだ。なお、前番組まではオープニングが簡略化されていたが当番組では2008年3月までの『FNNスーパーニュースWEEKEND』以来10年ぶりに簡略ではない5秒尺のオープニング演出になった。
関東地方以外の国内で起きたニュースについては近畿地方・徳島県のニュース（関西テレビによる取材・編集）を除き基本的に全てフジテレビで編集されたVTRを流していたが、事件・事故・災害などの中継リポートの際にはテロップが発信元の系列局送出のものとなる場合があった。
月 - 金曜版及び土・日曜版のタイトルロゴが統一されるのは2001年3月までの『FNNスーパーニュース』以来17年ぶり。また、この改編を機に「Weekend」の文言が取れ、原則全曜日統一化された。なお、一部系列局では本番組土・日曜版の番組名を土曜日のみまたは土・日曜日ともに、各局別に差し替えている。
先述した月 - 金曜版の終了に伴い、土・日曜版も2019年3月31日をもって終了し、同年4月6日からは『FNN Live News it!』に引き継がれた。なお、野島・内田は同番組に続投となった一方、生野は産休入りのため一旦当枠から降板した。その後、生野は2020年4月から同番組のメインキャスターに就任し、当枠復帰を果たした（なお、2021年6月に第2子出産に伴う産休入りのため降板）。

## 放送時間
全て日本時間（JST）で記す。
| 期間                         | 月 - 金曜版            | 月 - 金曜版全国ニュース枠 | 土・日曜版            |
| ---------------------------- | ---------------------- | ------------------------- | --------------------- |
| 2018年4月2日 - 2019年3月31日 | 16:50 - 19:00（130分） | 17:53 - 18:14（21分）     | 17:30 - 18:00（30分） |

備考
- 月 - 金曜版
  - 第1部（16:50 - 17:53）は全編ローカルセールス枠であった。（17:12.30に飛び降りポイントあり）
  - このうち、全国ニュース枠は第2部の冒頭21分（17:53 - 18:14）。2部スタート時も挨拶を行った。
  - 一部地域は第2部関東ローカル枠も18:50:30から飛び乗りで部分ネットしていた。（詳細は後述）
  - 年末など、18:30までの短縮放送となる場合があった。
- 土・日曜版
  - 全国ニュース枠は冒頭約17分（17:30 - 17:46.40・ただし、17:46.35 - 17:46.40は一部地域では差し替え）。
  - 一部地域では、エンド部分（17:56.52 - 17:57）もネットしていた。
  - なお、日曜日のみ地方局制作のゴルフ中継[注 9]などによっては15分繰り下げ・短縮（17:45 - 18:00）となる場合があった。
- 年末年始
  - 2018年12月28日 - 2019年1月3日は年末年始特別編成に伴い月-金曜版・土・日曜版とも休止となり、代替として10 - 15分枠の『FNNニュース』が放送された（月-金曜と重なる日は第2部全国ニュース枠のスポンサーが、土・日曜と重なる日は土・日曜版のローカルスポンサーがそのままスライド提供された）。

## 出演者
| 2018.4.2 | 2018.9.28 | 倉田大誠1 島田彩夏2 反町理 | 生野陽子3 | 海老原優香4              | 野島卓3・7 | （不在） | 内田嶺衣奈7 | 木村拓也2 中川真理子5       | （不在） | 酒井千佳6・7 | （不在） |
| 2018.10.1 | 2019.3.31 | 倉田大誠1 島田彩夏2 反町理 | 生野陽子3 | 木村拓也2・7 海老原優香7 | 野島卓3・7 | （不在） | 内田嶺衣奈7 | 小澤陽子7 上中勇樹 今湊敬樹 | （不在） | 酒井千佳6・7 | （不在） |
| - 反町・中川・酒井以外は全員出演時点ではフジテレビアナウンサー。 - 1 『直撃LIVE グッディ!・第2部』のニュースコーナーを兼務。 - 2 『みんなのニュース』から続役。 - 3 『FNN みんなのニュース Weekend』から続役。 - 4 2018年10月以降、全国枠には出演していない。 - 5 2018年10月以降、出演者には記載されていないが、出演は続けている。 - 6 重大な気象事案発生時には、全国枠にも出演する。 - 7 『Live News it！』も続投（木村はメインキャスター、海老原はフィールドキャスターとして）。 |           |                            |           |                          |            |          |             |                             |          |              |          |

## 放送内容・コーナー
月 - 金曜版、土・日曜版ともにいずれも重大ニュースが起きた場合は、当該コーナーは放送されない場合があった。

### 月 - 金曜版

#### 最終回時点でのコーナー
- PRIME FOCUS

類まれな“質問力”を持つ反町が独自の目線で解説するコーナーで、『BSフジLIVE プライムニュース』の常連討論者である、政治家や有識者をスタジオ若しくは事前にインタビューしてニュースの本質を解説していた（ただし、反町が解説する尺としては正味2分位に留まっていた）。土・日曜版でも放送。なお、同名のコーナーを他の『プライムニュース』でも放送していた。
- 酒井千佳の天気予報

正確にはコーナー名無しだが、酒井が最新の天気予報を解説した。第1部では東京・お台場のフジテレビ本社前から中継で全国の予報を、第2部ではスタジオから倉田を相手に関東地方の予報を伝えた。17:20過ぎからと18:45頃からの2回あり、前者は関東など一部地域で、後者は関東ローカルでの放送（後者は特別編成で番組終了時刻が18:30に繰り上がる場合は18:20頃に放送時間繰り上げ。また、前者も重大ニュース時は放送されない場合があった）。
- 話題.com

2018年10月8日から開始された『PRIMEワイド』の後継コーナー。前半は『PRIMEワイド』同様、スポーツ・芸能をはじめ幅広いトピックスを扱う。後半は世間で注目されているトレンドをランキング形式で紹介。17:30頃から関東など一部地域で放送（同時ネットしない地域でも18時台に時差ネットする地域あり）。
当該コーナーは主に島田・木村・海老原が進行を担当し、『PRIMEワイド』同様、スポーツ新聞(主に資本系列のサンケイスポーツやスポーツニッポン)の芸能デスクや夕刊フジの編集委員がコメンテーターとして出演していた。
- 全国ニュース『FNNプライムニュースイブニング』を17:53 - 18:14にFNN全国枠。
- はてな

日々のニュースの話題の中で様々な疑問（ギモン）に思う事を調査し、倉田がプレゼンするコーナー。2018年10月8日から2019年3月19日まで、18:14から関東ローカルで放送。なお、同年3月25日から29日は同枠でフジテレビ開局60周年記念WEEKの特別企画が放送された。番組末期は不定期であるが石川テレビでも同時ネットされていた。
- 特報

18:25頃（2018年10月5日までは18:14）から関東ローカルで放送。社会問題や生活情報等を放送した。
- ニュース&スポーツ 650

『みんなのニュース』からタイトルを変更して継続している番組末尾10分のニュースコーナー。コーナー自体こそ番組開始からあったが、2018年5月25日まではタイトル無しのコーナーで、同年5月28日から現在のコーナー名になった。時系列毎に起きた政治・社会・芸能(主に一般企業主催のイベント・会見)ニュースと主なスポーツの結果を伝えるコーナー。18:50.30から関東など一部地域で放送。ただし、2018年6月11日 - 7月13日は、当該時間帯をサッカー・FIFAワールドカップロシア2018関連の特設コーナーに充てたためコーナー休止。2018年9月7日も、18:40 - 19:00枠が全国ニュース枠となったためコーナー休止となった。また、特別編成で番組終了時刻が18:30に繰り上がる場合も放送されなかったほか、2019年3月29日も最終回のため放送されなかった。

#### 過去のコーナー
- ワイドの1週間

1週間に起きた芸能・スポーツニュースから1項目をピックアップして、深く掘り下げるコーナー。番組開始当初から毎週金曜日の「特報」枠で放送されていたが、わずか1か月ほどで放送されなくなった。
- PRIME ワイド

スポーツ・芸能をはじめ幅広いトピックスを扱う。当該コーナーはスポーツ新聞(主に資本系列のサンケイスポーツやスポーツニッポン)の芸能デスクや夕刊フジの編集委員、元スポーツ選手と倉田（倉田不在時は海老原）が進行して、大きなパネルを元に解説を行う。その際、反町と島田はコメントを入れる役に留まる。番組開始当初から2018年10月5日まで17:30頃から放送されていた。
- ニュースなワダイ

年齢、世代、性別などによって様々な捉え方や意見のある、ニュースで伝えられる数々のトピックについて自由闊達に議論し、 問題の本質を炙り出していくコーナー。2018年5月30日から9月末まで、不定期で放送されていた。
- ちゅーモク!

番組が気になるニュースの気になる1点に注目し徹底的に掘り下げていくコーナー。2018年5月28日から9月末まで、不定期で放送されていた。

### 土・日曜版
- PRIME SPORTS

内田が最新のスポーツニュースを伝えた。17:40頃から放送。
- フラッシュニュース

『FNNスーパーニュースWEEKEND』時代の「WEEKEND FLASH」からの系譜を引き継ぐフラッシュニュースコーナー。正確なコーナー名は無い。全国枠終了間際に放送。
- そういえば…今週こうだった!!

前番組『FNN みんなのニュース Weekend』から継続。土曜日の17:49頃から関東ローカルで放送され、一週間の出来事を振り返るコーナーとなっていた。進行は野島が担当。
- 日曜安全保障

『FNN みんなのニュース Weekend』から継続しているコーナーで、元々はWebニュース専門チャンネルであった『ホウドウキョク』にて配信していた、『能勢伸之の日刊安全保障』のスピンオフコーナーとして隔週日曜日に放送していた。MCであった安全保障担当の解説委員である能勢伸之が、元番組アシスタントを務めていた生野が進行を担当し、安全保障に関する解説をしていくコーナーである。コーナー開始当初は、サブコントロールルームでの収録であったが、2018年5月末から会議室での収録に変更された。また、ロケ企画も開始され、自衛隊の駐屯地へ赴く事もあった。
- PRIME WEATHER

生野が関東地方の天気予報を伝えた。17:54頃から関東ローカルで放送。

## 演出

### テーマ曲
| 期間     | 期間      | 曲名                                          | 備考                                |
| -------- | --------- | --------------------------------------------- | ----------------------------------- |
| 2018.4.2 | 2019.3.31 | 「Prime evening メインテーマ」 作曲：亀田誠治 | 天気予報のBGMも亀田が担当していた。 |

## ネット状況

### 月 - 金曜のネット状況
- 第1部（16:50 - 17:53）・第2部（17:53 - 19:00）の2部構成で放送（第2部の17:53 - 18:14はFNN系列28局ネット）。
- 前番組『みんなのニュース』と同様に第3部のFNN枠（17:53 - 18:14）を除き、全編ローカルセールス枠のため、FNN報道特番扱いとならない場合でも、放送するニュースの内容やフジテレビ以外の各系列局の番組編成によっては、通常は一部時間帯以外ネットしていない系列局（『○』以外の印の放送局・時間帯）でも、第1部、第2部のどちらかまたは両パートを臨時に○、第2部を臨時に（「▲」以外の印の放送局）▲に変更する局があった一方、フジテレビ以外の通常時第1部が○または△の局、第2部が▲の局でも、臨時に第1部は×、第2部は△に変更する場合があった。また、17:53・18:50.30の飛び乗りポイントと17:12.30・18:14の飛び降りポイント以外に明確な枠区切りが無いため、唐突にフジテレビの映像からローカル放送へ切り替わったり、逆に緊急時は、ローカル放送から唐突にフジテレビ送出の映像に切り替わる場合もあった。
- ネット局では時刻表示を行っているが、番組送出ではなく各局別の送出となっており、フジテレビと一部ネット局ではお天気ループも送出していた。
- 緊急ニュースなどは随時放送開始時間を早めたり、ローカル枠の縮小などの編成を組む場合があった。
- 番組タイトルは、各局公式サイトの週間番組表および番組公式サイトを参考にしている。
- 各系列局においては自社編成の都合上ローカル枠を差し替える場合があった。
- 放送時間（東京発）について
  - ○…フルネット
  - △…部分ネット（第1部は17:12.30まで、第2部は18:14まで）
  - ▲…第2部において、△に加え、「ニュース&スポーツ650」（18:50.30 - 19:00）も同時ネット
  - ×…非ネット
- 番組終了時点。
- 特記のない限り、複数記載されている場合、上段は月曜から木曜のネット状況、下段は金曜のネット状況を記す。

| 放送対象地域   | 放送局                     | 番組タイトル | 放送時間            | 放送時間            | 備考 |
| 放送対象地域   | 放送局                     | 番組タイトル | 第1部 16:50 - 17:53 | 第2部 17:53 - 19:00 | 備考 |
| -------------- | -------------------------- | --- | ------------------- | ------------------- | --- |
| 関東広域圏     | フジテレビ （CX）          | 16:50 - 19:00 プライムニュース イブニング                                                                                        | ○                   | ○                   | 【制作局】 |
| 北海道         | 北海道文化放送 （UHB）     | 15:50 - 19:00 みんなのテレビ | △                   | △                   | - 2018年7月3日以降、18:20頃から「PRIMEワイド」→「話題.com」を時差ネット。 - 2018年6月29日までの第1部は○だった。 |
| 岩手県         | 岩手めんこいテレビ （mit） | 16:50 - 19:00 mitプライムニュース                                                                                                | ○                   | ▲                   | - 夏祭り中継や『きょうの県議会』等の放送時は、第2部を臨時に△に変更することがあった。 |
| 宮城県         | 仙台放送 （OX）            | 16:50 - 19:00 仙台放送プライムニュース                                                                                           | ○                   | ▲                   | - プロ野球・東北楽天ゴールデンイーグルス戦ナイター中継日の第2部は臨時に△に変更された。 - 2018年10月1日からは16:48 - 16:50に直前ミニ番組『プライムニュースきょうのみどころ』が放送されている（番組編成上は前座の再放送ドラマ枠に内包扱い）。 |
| 秋田県         | 秋田テレビ （AKT）         | 16:50 - 19:00 プライムニュースあきた                                                                                             | ○                   | ▲                   | - 木曜日のみ、第2部は秋田県内向けの県政広報番組『あきたびじょんNEXT』を19時前に放送のため△に変更。 |
| 山形県         | さくらんぼテレビ （SAY）   | 16:50 - 19:00 さくらんぼテレビ プライムニュース                                                                                  | ○                   | △                   | - 実際は16:49開始で、冒頭1分間は山形のスタジオから県内ニュースヘッドラインとローカルパートの特集コーナーの内容を紹介していた。 |
| 福島県         | 福島テレビ （FTV）         | 16:50 - 19:00 FTVテレポートプラス                                                                                                | △                   | △                   | - 実際は16:49開始で、冒頭1分間は福島のスタジオから17時台ローカルパートの内容を紹介していた。 - 18:45頃から「話題.com」を、一部項目抽出の上時差ネット。 |
| 新潟県         | 新潟総合テレビ （NST）     | 16:50 - 19:00 NST プライムニュース                                                                                               | ○                   | △                   | |
| 長野県         | 長野放送 （NBS）           | 16:49 - 19:00 NBSプライムニュース みんなの信州                                                                                   | ○                   | △                   | - 16:49 - 16:50は長野のスタジオからニュースラインナップを放送していた。 |
| 静岡県         | テレビ静岡 （SUT）         | 16:45 - 17:53 静岡すみずみアワー・てっぺん! 17:53 - 19:00 静岡すみずみアワー・プライムニュース しずおか                          | ×                   | △                   | - 18:30頃から「話題.com」を時差ネット。 - 2018年12月24日 - 27日は、年末特別編成に伴い『てっぺん!』が休止となったため、第1部を臨時に○に変更。 |
| 富山県         | 富山テレビ （BBT）         | 16:30 - 18:55 プライムニュース BBTチャンネル8                                                                                    | ○                   | △                   | |
| 石川県         | 石川テレビ （ITC）         | 16:50 - 19:00 石川さん プライムニュース                                                                                          | ○                   | △                   | |
| 福井県         | 福井テレビ （FTB）         | 16:50 - 19:00 福井テレビ プライムニュース&おかえりなさ〜い                                                                       | △                   | △                   | - 17:15 - 17:53に自社制作番組『おかえりなさ〜い』をインサート番組として放送。 |
| 中京広域圏     | 東海テレビ （THK）         | 16:49 - 19:00 ニュースOne | ×                   | △                   | - 17:00過ぎから第1部のトップニュースをVTR部分のみ時差ネット（ただし、重大ニュース時は第1部を臨時に○もしくは△に変更）した。 - 祝日などで『ニュースOne』が15:50からの拡大放送となる際、第1部を臨時に△とする場合があった。 - 番組終了直前の一時期、第2部を▲とすることがあった。 |
| 近畿広域圏     | 関西テレビ （KTV）         | 16:47 - 19:00 報道ランナー | ×                   | △                   | - 緊急ニュースなどで第1部を臨時に○に変更する場合、公式番組表及びEPG上は『FNN報道特別番組』となる場合があった。 |
| 島根県・鳥取県 | 山陰中央テレビ （TSK）     | 16:50 - 19:00 プライムニュースさんいん                                                                                           | ○                   | ▲                   | - 2018年10月1日から第2部を▲に変更。 |
| 岡山県・香川県 | 岡山放送 （OHK）           | 16:50 - 19:00 OHKプライムニュース                                                                                                | ○                   | ▲                   | |
| 広島県         | テレビ新広島 （TSS）       | 【月曜 - 木曜】 16:47 - 19:00 TSSプライムニュース 【金曜】 16:47 - 17:53 TSSプライムフライデー 17:53 - 19:00 TSSプライムニュース | 月曜 - 木曜…○金曜…△ | △                   | - 月曜 - 木曜16:47 - 16:50は広島のスタジオから県内ニュースヘッドラインを放送していた。 - 通常、月曜 - 木曜は第1部をフルネットしているが、プロ野球・広島東洋カープ戦ナイター中継日は臨時に金曜日同様△に変更。 |
| 愛媛県         | テレビ愛媛 （EBC）         | 16:50 - 19:00 EBCプライムニュース                                                                                                | ○                   | ▲                   | - 2018年6月8日までの第2部は△であった（ただし、6月11日 - 7月13日が▲となったのは18:50 - 19:00枠が全国ネットとなったための措置。18:50 - 19:00枠のネットは正式には7月16日から開始）。 - 編成上、第1部は○だが、実際には17:12.30で一旦飛び降り松山のスタジオから県内フラッシュニュース・天気予報を放送。「酒井千佳の天気予報・全国」が始まる17:25頃から再び飛び乗る。 - 2018年12月まで、金曜16:48 - 17:53には『EBCプライムフライデー』を放送していたため、金曜第1部は△（同番組内包扱いでネット）だった。 |
| 高知県         | 高知さんさんテレビ （KSS） | 【月曜 - 木曜】 16:50 - 19:00 プライムこうち 【金曜】 15:50 - 19:00 プライムこうちF                                              | ○                   | ▲                   | |
| 福岡県         | テレビ西日本 （TNC）       | 16:50 - 19:00 ももち浜S 特報ライブ （18:14 - 18:35 614ニュース）                                                                 | ×                   | △                   | - 緊急ニュースなどで第1部を臨時に○に変更する場合、公式番組表及びEPG上は本番組にFNN冠が付き、『FNNももち浜ストア特報ライブ』となる場合があった。 |
| 佐賀県         | サガテレビ （STS）         | 【月曜 - 木曜】 16:20 - 19:00 かちかちPress 【金曜】 15:50 - 19:00 かちかちPress                                                 | △                   | △                   | - 2018年7月9日は、第1部を臨時に○に変更。 |
| 長崎県         | テレビ長崎 （KTN）         | 16:50 - 19:00 KTNプライムニュース                                                                                                | ○                   | 月曜 - 木曜…▲金曜…△ | - 実際は16:45開始で、冒頭30秒間は長崎のスタジオから県内ニュースヘッドライン、16:45.30 - 16:50は『プチまる!』を放送。 - 特別編成により通常15:50 - 16:45に放送の『ヨジマル!』が17時台に繰り下げとなった場合は、第1部を臨時に×に変更。 |
| 熊本県         | テレビ熊本 （TKU）         | 16:50 - 19:00 TKUプライムニュース                                                                                                | ○                   | ▲                   | - 実際は16:49開始で、冒頭1分間は熊本のスタジオからニュースラインナップを放送していた。 |
| 大分県         | テレビ大分 （TOS）         | 16:50 - 19:00 ゆ〜わくワイド&News                                                                                                | △                   | △                   | - 年末年始などの休止日は第1部を臨時に○に変更する場合があった。 |
| 宮崎県         | テレビ宮崎 （UMK）         | 16:49 - 19:00 UMKスーパーニュース                                                                                                | ○                   | △                   | - 16:49 -16:50は宮崎のスタジオからニュースラインナップを放送していた。 |
| 鹿児島県       | 鹿児島テレビ （KTS）       | 16:50 - 18:56 KTSプライムニュース                                                                                                | ○                   | △                   | |
| 沖縄県         | 沖縄テレビ （OTV）         | 16:50 - 19:00 OTVプライムニュース                                                                                                | ○                   | ▲                   | |

- 本番組は、前番組と同様に全国ニュース・ローカルニュース共にキー局のタイトル（『プライムニュース（イブニング）』）を冠せず、完全に別タイトルで放送することが可能であるが、独自の有無にかかわらず第1部16:50のオープニングの挨拶のみ『プライムニュース イブニング』とタイトルを読み上げていた。
- また、第2部17:53からの全国ニュース枠に関しては冒頭、倉田が『全国の皆さん‥』と呼びかけてから挨拶を行なっていた[注 16]。この時間帯のニュース枠で系列局向けに挨拶をするのは全国一律スタート時代を除き今回が初めてであるが、この挨拶は、かつて同局で放送していた『FNNスーパータイム』にて放送開始から途中の1993年3月末まで実施されて以来であった。
- なお、テレビ宮崎のみ引き続き『UMKスーパーニュース』としてタイトルを変更せずに放送していた[注 17]。

### 土・日曜のネット状況
- 放送時間（東京発）について
  - ◯…フルネット
  - △…部分ネット（17:30 - 17:46.40）（17:46.35 - 17:46.40の差し替えを含む）
  - ▲…全国ニュース枠（17:30 - 17:46.40）及びエンド部分（17:56.52 - 17:57）をネット（17:46.35 - 17:46.40の差し替えも含む）
- 各系列局においては17:48.40からローカルニュースと天気予報を放送。
- 短縮時などは△の局においても臨時に▲に変更する場合があった。

| 放送対象地域   | 放送局                    | 番組タイトル                                                                   | ネット状況 | 備考 |
| 関東広域圏     | フジテレビ（CX）          | FNNプライムニュース イブニング                                                 | ○          | 【制作局】 |
| 北海道         | 北海道文化放送（UHB）     | FNNプライムニュース イブニング                                                 | ▲          | |
| 岩手県         | 岩手めんこいテレビ（mit） | FNNプライムニュース イブニング                                                 | △          | |
| 宮城県         | 仙台放送（OX）            | 仙台放送プライムニュース                                                       | ▲          | |
| 秋田県         | 秋田テレビ（AKT）         | FNNプライムニュースあきた                                                      | △          | |
| 山形県         | さくらんぼテレビ（SAY）   | さくらんぼテレビ プライムニュース                                              | ▲          | |
| 福島県         | 福島テレビ（FTV）         | 土曜：FTVテレポートプラス 日曜：FNNプライムニュース イブニング                 | △          | |
| 新潟県         | 新潟総合テレビ（NST）     | FNN・NSTプライムニュース                                                       | △          | |
| 長野県         | 長野放送（NBS）           | NBSプライムニュース イブニング                                                 | ▲          | |
| 静岡県         | テレビ静岡（SUT）         | FNNプライムニュース しずおか                                                   | △          | |
| 富山県         | 富山テレビ（BBT）         | 土曜：プライムニュース BBTチャンネル8 日曜：FNN 北陸中日新聞 日曜夕刊          | △          | 日曜日のみOPタイトル映像も差し替え、テーマ曲も自社出しとなる。                                                                 |
| 石川県         | 石川テレビ（ITC）         | 土曜：石川さん プライムニュース 日曜：FNN 北陸中日新聞 日曜夕刊                | △          | 日曜日のみOPタイトル映像も差し替えるが、テーマ曲はフジテレビ送出の「プライムニュース」コールが入ったものがそのまま流れていた。 |
| 福井県         | 福井テレビ（FTB）         | FNN福井テレビプライムニュース イブニング                                       | △          | |
| 中京広域圏     | 東海テレビ（THK）         | 土曜：FNN ニュースOne 日曜：中日新聞テレビ日曜夕刊 FNN                         | △          | OPタイトルも差し替え、テーマ曲も自社出しとなる。                                                                               |
| 近畿広域圏     | 関西テレビ（KTV）         | FNNプライムニュース イブニング                                                 | △          | |
| 島根県・鳥取県 | 山陰中央テレビ（TSK）     | プライムニュースさんいん                                                       | ▲          | |
| 岡山県・香川県 | 岡山放送（OHK）           | OHKプライムニュース                                                            | △          | |
| 広島県         | テレビ新広島（TSS）       | FNN TSSプライムニュース イブニング                                             | △          | |
| 愛媛県         | テレビ愛媛（EBC）         | EBCプライムニュース                                                            | △          | |
| 高知県         | 高知さんさんテレビ（KSS） | プライムこうち イブニング                                                      | △          | |
| 福岡県         | テレビ西日本（TNC）       | FNNプライムニュース イブニング                                                 | △          | |
| 佐賀県         | サガテレビ（STS）         | FNN・SAGATVプライムニュース イブニング                                         | △          | |
| 長崎県         | テレビ長崎（KTN）         | KTNプライムニュース                                                            | △          | |
| 熊本県         | テレビ熊本（TKU）         | TKUプライムニュース                                                            | ▲          | |
| 大分県         | テレビ大分（TOS）         | FNN TOSプライムニュース / あしたのお天気                                       | △          | |
| 宮崎県         | テレビ宮崎（UMK）         | UMKスーパーニュースWEEKEND / U-doki（土曜） UMKスーパーニュースWEEKEND（日曜） | △          | |
| 鹿児島県       | 鹿児島テレビ（KTS）       | KTSプライムニュースFNN                                                         | △          | |
| 沖縄県         | 沖縄テレビ（OTV）         | FNNプライムニュース イブニング                                                 | ▲          | |

- 電子番組表（EPG）での土・日曜版の番組名は、フジテレビと関西テレビでは前番組『FNN みんなのニュース Weekend』からの流れで『FNNプライムニュース イブニング』となっている。前番組土・日曜版でタイトルを変更していた局のうち、北海道文化放送、テレビ西日本、沖縄テレビは本番組変更を機にキー局と同じ番組名に切り替わった。また、テレビ宮崎以外の局ではキー局同様に「Weekend」がとれた。

## スタッフ
- ナレーター：呉圭崇、ふじたたまこ、一龍斎貞友、ナホミカンデル（一龍斎・ナホミ→PRIMEワイド）[17]
- 編集長：鴨下ひろみ
- チーフプロデューサー：山岸直人（月-金曜版）、坂本隆之（土・日曜版）
- 制作：フジテレビ報道局
- 製作著作：フジテレビ